# Riedelia fulgens
Riedelia fulgens là một loài thực vật có hoa trong họ Gừng. Loài này được Theodoric Valeton miêu tả khoa học đầu tiên năm 1913.

## Phân bố
Loài này được tìm thấy ở cao độ 500 m trên dãy núi Resi ven sông Bắc (Noordrivier / Noord fluss = sông Lorentz), ở tây nam đảo New Guinea, thuộc địa phận tỉnh Papua,  Indonesia. Mẫu vật điển hình: L.S.A.M. von Römer 423 do Lucien von Römer (1873-1965) thu thập ven sông Lorentz và G.M. Versteeg 1648 do Gerard Martinus Versteeg (1876-1943) thu thập ven sông Lorentz.